# إيفيت فيلدينغ
إيفيت فيلدينغ (بالإنجليزية: Yvette Fielding)‏ هي مقدمة تلفزيونية بريطانية، ولدت في 23 سبتمبر 1968 في ستوكبورت في المملكة المتحدة.

## وصلات خارجية
- إيفيت فيلدينغ على موقع IMDb (الإنجليزية)
- إيفيت فيلدينغ على موقع قاعدة بيانات الفيلم (الإنجليزية)